# 塔爾海姆 (阿爾高州)

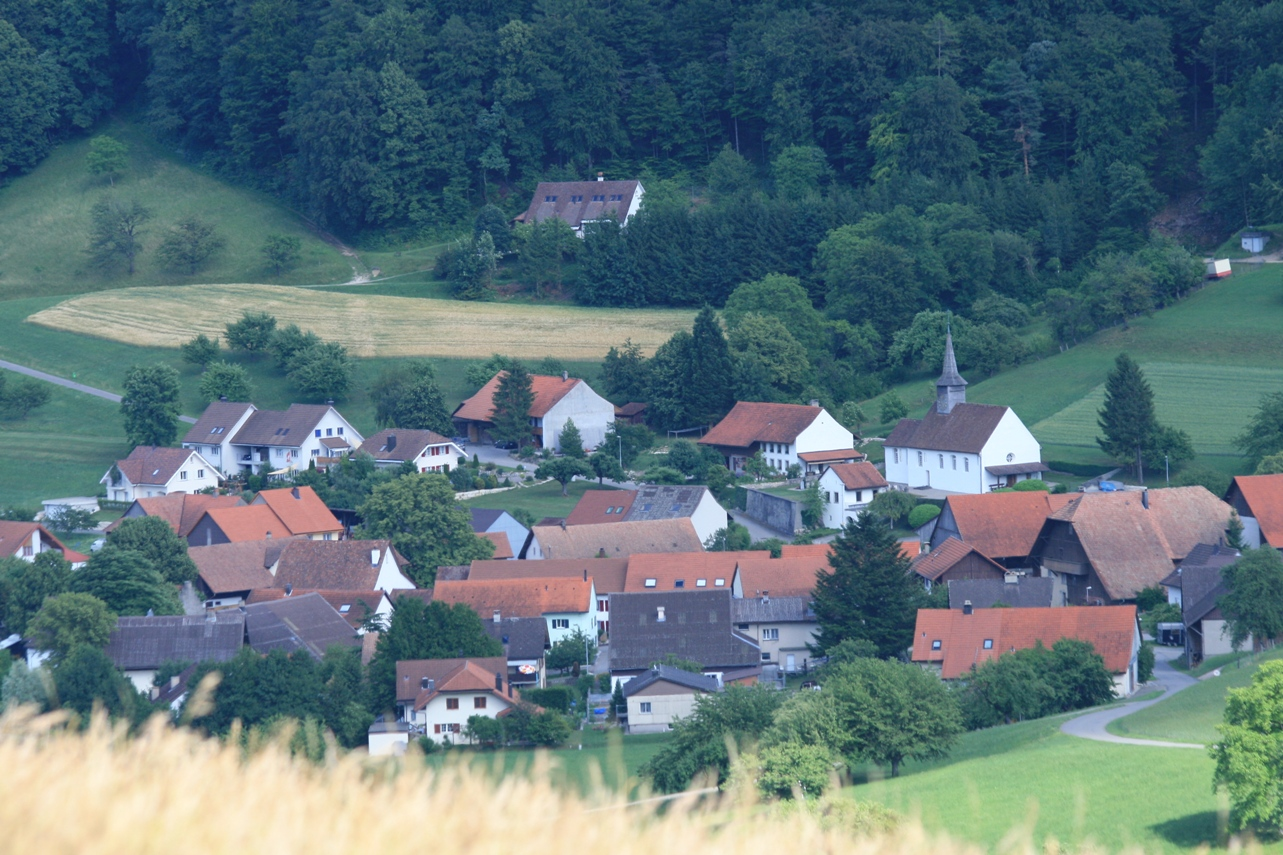

塔爾海姆是瑞士的城鎮，位於該國北部，由阿爾高州負責管轄，面積9.91平方公里，海拔高度451米，2012年人口740，七成半人口信奉基督教，人口密度每平方公里75人。